# Liste der denkmalgeschützten Objekte in Velm-Götzendorf
Die Liste der denkmalgeschützten Objekte in Velm-Götzendorf enthält die 8 denkmalgeschützten, unbeweglichen Objekte der niederösterreichischen Gemeinde Velm-Götzendorf im Bezirk Gänserndorf.

## Denkmäler
| Foto |                 | Denkmal                                                                  | Standort                                          | Beschreibung | Metadaten |
| ---- | --------------- | ------------------------------------------------------------------------ | ------------------------------------------------- | --- | --- |
| ja   | Datei hochladen | Urbanikapelle HERIS-ID: 11407 Objekt-ID: 7499                            | Hauptstraße 219, bei Standort KG: Götzendorf      | 1852 erbaute Wegkapelle | BDA-Hist.: Q38099725 Status: § 2a Stand der BDA-Liste: 2025-06-30 Name: Urbanikapelle GstNr.: 316                                                         |
| ja   | Datei hochladen | Kriegerdenkmal HERIS-ID: 10704 Objekt-ID: 6765                           | gegenüber Hauptstraße 108 Standort KG: Götzendorf | Figur eines trauernden Kriegers von 1925. | BDA-Hist.: Q38076973 Status: § 2a Stand der BDA-Liste: 2025-06-30 Name: Kriegerdenkmal GstNr.: 16/5                                                       |
| ja   | Datei hochladen | Figur hl. Johannes Nepomuk HERIS-ID: 10297 Objekt-ID: 6350               | Hauptstraße 126 Standort KG: Götzendorf           | Ursprünglich freistehende Figur aus dem 18. Jahrhundert. Anmerkung: Die Statue des hl. Nepomuk ist bei der Firma Toyota Gebhart verwahrt.                           | BDA-Hist.: Q38063380 Status: Bescheid Stand der BDA-Liste: 2025-06-30 Name: Figur hl. Johannes Nepomuk GstNr.: 461 Hl.Nepomuk (Götzendorf)                |
| ja   | Datei hochladen | Kath. Pfarrkirche hl. Leopold HERIS-ID: 10296 Objekt-ID: 6349            | Kirchenberg 1 Standort KG: Götzendorf             | Von 1766 bis 1772 erbaute und 1824 erweiterte Barockkirche, die 1945 schwer beschädigt wurde.                                                                       | BDA-Hist.: Q38063339 Status: § 2a Stand der BDA-Liste: 2025-06-30 Name: Kath. Pfarrkirche hl. Leopold GstNr.: 56 Pfarrkirche hl. Leopold, Velm-Götzendorf |
| ja   | Datei hochladen | Pfarrhof HERIS-ID: 10703 Objekt-ID: 6764                                 | Kirchenberg 2 Standort KG: Götzendorf             | Ein zweigeschoßiger Bau, ursprünglich zugleich Schule, erbaut 1785.                                                                                                 | BDA-Hist.: Q38076952 Status: § 2a Stand der BDA-Liste: 2025-06-30 Name: Pfarrhof GstNr.: 57 Pfarrhof Velm-Götzendorf                                      |
| ja   | Datei hochladen | Figurenbildstock Ecce Homo HERIS-ID: 11344 Objekt-ID: 7429               | Standort KG: Götzendorf                           | Barocke Schmerzensmannfigur aus dem 18. Jahrhundert. | BDA-Hist.: Q38097506 Status: § 2a Stand der BDA-Liste: 2025-06-30 Name: Figurenbildstock Ecce Homo GstNr.: 1873/3                                         |
| ja   | Datei hochladen | Bildstock und Inschriftenplatte von 1721 HERIS-ID: 10707 Objekt-ID: 6768 | bei Hauptstraße 59 Standort KG: Velm              | Zweizoniger Bildstock aus dem späten 17. Jahrhundert. Anmerkung: Die Inschriftenplatte befindet sich links vom Bildstock an der Vorderseite des linken Torpfeilers. | BDA-Hist.: Q38077006 Status: Bescheid Stand der BDA-Liste: 2025-06-30 Name: Bildstock und Inschriftenplatte von 1721 GstNr.: 340, 341                     |
| ja   | Datei hochladen | Mariensäule HERIS-ID: 60048 Objekt-ID: 71860                             | gegenüber Hauptstraße 61 Standort KG: Velm        | Marienfigur auf hohem Sockel, bezeichnet 1709. Anmerkung: Bis 2015 unter der ID 6351 mit anderer GStNr. geführt                                                     | BDA-Hist.: Q38089874 Status: § 2a Stand der BDA-Liste: 2025-06-30 Name: Mariensäule GstNr.: 338/2 Mariensäule Velm-Götzendorf                             |